# ماهی‌خورک نقره‌ای
 ماهی‌خورک نقره‌ای (نام علمی: Alcedo argentata) نام یک گونه از تیره ماهی‌خورک‌های رودخانه‌ای است.